# Polytec Group

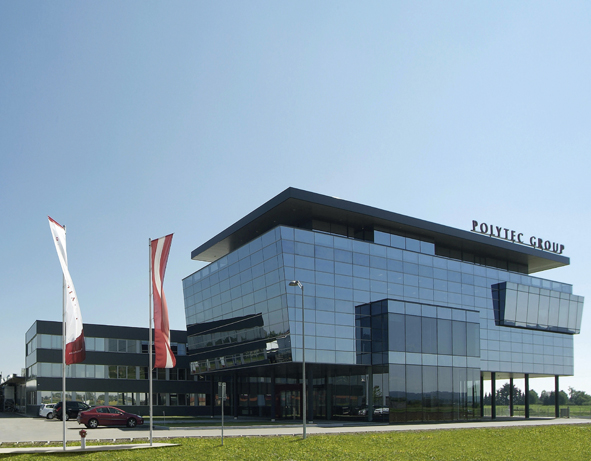
Blick auf den Konzernsitz der Polytec Group in Hörsching (2013)

Die Polytec Holding AG (Eigenschreibweise: POLYTEC) ist ein börsennotierter österreichischer Automobilzulieferer und Kunststoffverarbeiter mit Sitz in Hörsching. Der Konzern hat über 3.900 Mitarbeiter, verteilt auf 20 Standorte in Europa, Asien, Afrika und Nordamerika.
Seit 2006 ist das Unternehmen an der Wiener Börse notiert.
Mit der Initiative GoNeutral 2035 hat sich Polytec zum Ziel gesetzt, bis 2035 CO2-neutral zu produzieren. Ein Dekarbonisierungspfad unterstützt dieses Vorhaben und zeigt die Entwicklung der Nachhaltigkeit des Unternehmens auf.  

## Geschichte
1986 gründete Friedrich Huemer gemeinsam mit seiner Frau Ulrike Huemer die Polytec Kunststoffverarbeitungs GmbH, der Grundstein für die heutige Polytec Group. Zu den ersten Kunden zählte Kässbohrer, für die Finisher für Pistengeräte produziert wurden. Diese Aufträge gingen damals noch an Huemer als Privatperson. 1988 folgt der Bau der ersten eigenen Produktionsanlage in Marchtrenk.

### Wachstumsstrategie
Mit der Übernahme von Sempollan, einer Abteilung der Semperit AG, beginnt die langjährige Wachstumsstrategie des Unternehmens auf Basis von Akquisitionen. Zwei Jahre später wurde der Schweizer Gießanlagenhersteller Spritztechnik übernommen und zur Polytec EMC umgewandelt. Polytec EMC ist Hersteller von Dosieranlagen für flüssige Mehrkomponentenkunststoffe.
1995 folgte eine Mehrheitsbeteiligung an der deutschen Thelen, einer der wichtigsten Verarbeiter von Polyurethan sowie die Übernahme der f/o/r Kunststofftechnik. Weitere Beteiligungen an der kanadischen FOHA und Ratipur Autófelszenrelés in Ungarn verstärkten den Einstieg in die Automobilzulieferindustrie. Erstmals wurde ein Jahresumsatz von 15 Millionen Euro erreicht.
Die Verwendung von Spritzgusstechnologien wurde ein Jahr später durch die Übernahme der deutschen Rentrop begünstigt. 1997 wurde die Holden Hydroman in Bromyard von der Polytec Group übernommen.
Im Jahr 2000 stieg das Schweizer Beteiligungsunternehmen Capvis mit einem Anteil von 67 % als Equity-Partner in das Unternehmen ein. Daraufhin folgten drei weitere Übernahmen in Schweden, Italien und Belgien. 2002 folgten wesentliche Erweiterungen des Spritzguss-Seriengeschäfts und der Einstieg in Faserverbundtechnologien. Der Jahresumsatz 2002 betrug 204 Millionen Euro. Weitere Übernahmen der Thermoplast in Idstein und Lohne (Deutschland) folgten. 2004 wurden sieben Standorte der Findlay Industries in Deutschland, Spanien, Polen und Südafrika übernommen. Gleichzeitig erfolgte die Übernahme der Lohner Lackierwerke und der Bau eines weiteren Standorts in Wolmirstedt, Deutschland.
2006 notierte das Unternehmen an der Wiener Börse. Friedrich Huemer behielt knapp 33 % der Aktien als Kernaktionär. Gleichzeitig stieg Capvis als Investor aus. Ein Jahresumsatz von 525 Millionen Euro wurde erreicht. 2007 folgte eine Beteiligung an der portugiesischen Inapal Plásticos sowie 6 weitere Akquisitionen in Deutschland, der Slowakei und der Türkei.
Das Unternehmen war – bis zur Übernahme von Peguform (heute Samvardhana Motherson Peguform) – praktisch schuldenfrei.

### Übernahme von Peguform
Ende August 2008 wurde bekannt, dass Polytec den etwa doppelt so großen deutschen Konkurrenten Peguform vom US-Beteiligungsunternehmen Cerberus erwerben würde. Das Gesamtunternehmen hatte einen geplanten Umsatz für das Jahr 2009 von 2,2 Milliarden Euro und 13.500 Mitarbeiter an 50 Standorten weltweit. Gemeinsam rückte das Unternehmen in die Top-60 der Automobilzulieferunternehmen weltweit. Der Kaufpreis wurde nicht bekannt gegeben.
Durch die einsetzende Wirtschaftskrise 2008 und damit starken Umsatzeinbrüchen, konnte die geplante Refinanzierung des Kaufpreises nicht mehr umgesetzt werden. Das Unternehmen befand sich an der Existenzgrenze. Durch sehr unterschiedliche Interessenslagen der Beteiligten bleibe nur eine Lösung. Es wurden alle Standorte von Peguform bis auf Weiden in der Oberpfalz und Chodová Planá (Tschechien) wieder verkauft.  2010 wurde auch der Standort in Italien wieder verkauft. 2011 erfolgte der Verkauf der gesamten Geschäftseinheit Polytec Interior, und die Plastics Products Innovation in Ebensee, Österreich wurde übernommen.

### Aktuelle Entwicklungen
Zur Stärkung der globalen Präsenz und um einigen Kunden logistisch näher zu sein, erfolgte 2014 der Spatenstich für ein neues Spritzgusswerk in China. Außerdem werden zwei Werke der voestalpine Plastics Solutions in den Niederlanden übernommen. Weitere Übernahmen in Deutschland erhöhen die Wertschöpfungstiefe im Bereich Werkzeugbau der Gruppe. 2016 konzentriert man sich verstärkt auf den Ausbau der Produktionen in China, 2021 erfolgte die Eröffnung eines neu errichteten Standortes in East London, Südafrika, 2023 eröffnete ein neuer Standort in Bridgnorth, Großbritannien. Bis Mitte 2025 wird der nahegelegene Standort in Telford mit einer neuen Werkshalle für die Fertigung von Spritzgussteilen erweitert. 

## Aktionärsstruktur
(Stand: 2. Mai 2023)
Im Jahr 2018 betrug das Grundkapital der Polytec Group zum Bilanzstichtag 22,3 Millionen Euro und war in 22.329.585 auf Nennwert laufende Aktien unterteilt. Die Aktionärsstruktur auf Basis der ausgegebenen Aktien ist wie folgt:
- MH Beteiligungs GmbH – 16,00 %
- Huemer Invest GmbH – 13,04 %
- Eigene Aktien – 1,50 %
- Streubesitz – 69,46 %

## Struktur des Unternehmens
Die Polytec Group besteht aus der Polytec Holding und vier weiteren Geschäftseinheiten, die sich aufgrund der darin verwendeten Technologien unterscheiden:
- Polytec Car Styling stellt Kleinserienteile und -systeme sowie Original-Zubehörteile aus Kunststoff und Metall her.[10]
- Polytec Composites ist der größte Lieferant von SMC Exterieur-Teilen für die Nutzfahrzeugindustrie in Europa. Hier werden auch Leichtbau-Lösungen für automotive und non-automotive Anwendungen hergestellt.[11]
- Polytec Industrial produziert Kunststoffformteile und Kunststoffbeschichtungen aus Polyurethan. Klein- und Großserien können mithilfe des Heißguss- oder Sprühverfahrens realisiert werden. Weiters erfolgt dort die Produktion von individuellen Mehrkomponenten-, Misch- und Dosieranlagen.[12]
- Polytec Plastics ist Hersteller von Spritzgusskomponenten im Automotive-Bereich. Es werden dort Spritzgussteile für den Motor-, Interieur- und Exterieurbereich hergestellt.[13]

Zusätzlich können drei Kernbereiche unterschieden werden: Personenkraftwagen, Nutzfahrzeuge und Non-Automotive.

## Innovationen

### VICS
Zur Herstellung von VICS (Variable In-Moulded Composite Sandwich) wird ein thermoplastischer Matrixkern mit Organoblechen (Carbon- oder Glasfaserverstärkungen), Akustikelementen, Hitzeschilden oder glasfaserverstärkten Platten verpresst. So kann eine Gewichtsreduktion von bis zu 50 % erreicht werden. Das Material verfügt über ein extrem hohes mechanisches Leistungsvermögen – vergleichbar mit 3 mm dickem Stahl.

### PISA
Der In-Moulded Sound Absorber, kurz PISA, wird im One-Shot-Verfahren mit unterschiedlichsten Leichtbaumaterialien zusammen gespresst und sorgt für Ruhe im Innen- und Außenbereich von Fahrzeugen. Darüber hinaus nimmt der versiegelte Sound Absorber weder Wasser, Treibstoff, Öl noch Bremsflüssigkeit auf und schützt den Motorraum damit vor Nässe, Schmutz und Pilzbefall. Weltweit gibt es derzeit 5 Millionen Fahrzeuge, die bereits mit PISA ausgestattet sind.

### Integrated Acoustic Solutions
Die Integrated Acoustic Solutions sind spezielle Lösungen zur Schallminderung im Innenraum eines Fahrzeugs. Integrierte Kunststofflösungen sind im Bezug auf Schalldämmung besonders gut geeignet. Es können vier Unterkategorien unterschieden werden. Covering beinhaltet Schallabsorber, die den Motorraum abdecken (beispielsweise Engine Soft Cover), Enclosing-Produkte umschließen Schallquellen direkt (beispielsweise Motoren, Zylinderkopfhauben oder Wasserpumpen), bei Housing wird der Motorraum eingekapselt (beispielsweise SMC Stirnwand) und Shielding beinhaltet verschiedene Unterbodenlösungen.